# ミドルタウン郡区 (ペンシルベニア州バックス郡)
ミドルタウン郡区（英: Middletown Township）は、アメリカ合衆国ペンシルベニア州東部のバックス郡のタウンシップ（郡区）である。2010年国勢調査での人口は45,436 人だった。ミドルタウンの南端にはレビットタウンの多くの部分が入っている。タウンシップの中にラングホーン、ラングホーンマナー、ペンデル、ヘルムビルの各ボロを包含している。タウンシップの大半は、レビットタウンのの部分を除いて、郵便用住所にラングホーンを使っている。
タウンシップの中にコアクリーク公園がある。またかなりの広さの保護林があり、ネシャミニー高校背後の森が最大である。ネシャミニー・クリークがこれら森の中を流れている。また保護されている農園も幾つかあり、中でもスタイアーの果樹園は1990年代後半に662戸の住宅に転換するのを免れたものである。
町内にはテーマパークのセサミ・プレースがある。

## 地理
アメリカ合衆国国勢調査局に拠れば、領域全面積は19.4平方マイル (50.2 km2)であり、このうち陸地19.1平方マイル (49.5 km2)、水域0.3平方マイル(0.7 km2)であり、水域率は1.39%である。

## 歴史
ミドルタウン・タウンシップは農業の町として始まり、ラングホーンやニュータウンといった交易の町が近くにあった。18世紀後半に建設された家屋や農園は別にすれば、タウンシップの中に歴史的な重要な場所は多くは無い。
ミドルタウン・タウンシップは1950年までほとんど人が住んでいなかった。1930年時点で人口は2,000人に満たなかった。これが2010年には約46,000人にまで成長した。1930年代にウィリアム・レビットが第2のレビットタウンのの建設を始め、その中にはミドルタウンを始め4つの自治体の土地が含まれていた。タウンシップの中には12の開発地があり、その大半は数百個の住宅があった。これがタウンシップの中では最初の計画的住宅開発だった。一方ラングホーン・テラスがネシャミニー森から建設された。この期間、タウンシップの人口は440%、すなわち2万人以上が増えた。その時代が進む間に、数万エーカーの原始林、うねりのある田園部、生産的な農地が住宅事業に飲み込まれていった。1970年代、オックスフォードバレー・モールが建設され、短期間だが国内最大のモールだと言われた。成長は今日まで続いたが、ミドルタウンは行動に出た。タウンシップはコアクリーク公園と呼ぶ数百エーカーの土地を保存しており、その中には無秩序に広がるルクセンブルク湖が入っていた。多くの森林地と幾つかの農場も救われた。町は田舎風の田園地帯から高度に望まれ良く計画された町に生まれ変わり、犯罪率は低く、教育学区は賞を貰えるほどになった。これが今でも町の人口が増えている理由であり、州外からの移転者や海外からの移民を多く惹きつけている。ミドルタウンはその便利な場所からも利便性を得ている。郡のほぼ中央にあり、フィラデルフィア市、トレントン市、プリンストン市を含め他の自治体にも接近している。州間高速道路95号線とアメリカ国道1号線が町内を通っていることで、ラッシュアワーの交通を除いて住民の通勤が容易となり、その渋滞も現在進行中のプロジェクトで大きく緩和されてきている。
エッジモントとヘアウッド・アンド・ビーチウッドがアメリカ合衆国国家歴史登録財に指定されている。

## 人口動態
2010年国勢調査時点での人種別人口構成は、非ヒスパニック白人88.3%、黒人3.2%、インディアン0.2%、アジア系4.0%、混血1.6%、ヒスパニック系3.1%となっていた。
以下は2000年国勢調査による人口統計データである。
| 基礎データ - 人口: 44,141 人（2000年から9.7%成長） - 世帯数: 15,321 世帯 - 家族数: 11,659 家族 - 人口密度: 891.8人/km2（2,309.5 人/mi2） - 住居数: 15,713 軒 - 住居密度: 317.5軒/km2（822.1 軒/mi2） 人種別人口構成 - 白人: 93.86% - アフリカン・アメリカン: 2.10% - ネイティブ・アメリカン: 0.15% - アジア人: 2.40% - その他の人種: 0.55% - 混血: 0.93% - ヒスパニック・ラテン系: 1.71% 年齢別人口構成 - 18歳未満: 26.2% - 18-24歳: 7.7% - 25-44歳: 29.7% - 45-64歳: 23.4% - 65歳以上: 13.0% - 年齢の中央値: 38歳 - 性比（女性100人あたり男性の人口） - 総人口: 94.9 - 18歳以上: 90.4 | 世帯と家族（対世帯数） - 18歳未満の子供がいる: 38.2% - 結婚・同居している夫婦: 63.3% - 未婚・離婚・死別女性が世帯主: 9.3% - 非家族世帯: 23.9% - 単身世帯: 19.4% - 65歳以上の老人1人暮らし: 7.3% - 平均構成人数 - 世帯: 2.81人 - 家族: 3.25人 収入と家計 - 収入の中央値 - 世帯: 63,964米ドル - 家族: 71,271米ドル - 性別 - 男性: 47,244米ドル - 女性: 32,154米ドル - 人口1人あたり収入: 25,213米ドル - 貧困線以下 - 対人口: 3.3% - 対家族数: 2.1% - 18歳未満: 2.8% - 65歳以上: 4.7% |

デラウェア・バレーにある多くの町と同様に、ミドルタウンの移民人口が急増している。多くの新規大規模住宅開発が進み、家屋の多くを外国生まれの住民が購入している。移民の構成としてインド系、韓国系、メキシコ系、ロシア系が多い。さらに中国系、ヒスパニック系、アラブ系もそこそこおり、増加しつつある。ヨーロッパ系移民とは別にして、1990年以降に多くの移民が入って来た。

## 政治
ミドルタウンはバックス郡の他の地域と同様、田舎風田園部の感覚が残っていたので、政治的には共和党の支持者が多かった。しかし、成長の時を経て、民主党議長のジョン・トースや民主党が強い地域からの移住者が増え、バックス郡と共に急速に民主党支持に変わって来た。ネシャミニー教育委員会とミドルタウン監督官評議会はどちらもかつて全員共和党員という状況だったものが、現在は一党支配になっていない。
2006年中間選挙で、州知事のエド・レンデル、アメリカ合衆国上院議員のボブ・ケーシー、州議会下院第142選挙区のクリス・キングは、全て民主党員であり、ミドルタウンの票を制した。アメリカ合衆国下院ペンシルベニア州第8選挙区は、共和党のマイク・フィッツパトリックと民主党の選挙戦は大接戦となり、他の地域と同様にほぼ50対50で票を分けた（2006年と2008年はマーフィーが当選、2010年から2014年はフィッツパトリックが当選した）。

## 小売業
オックスフォードバレー・モールが活発な小売業地域の中心にある。このモールを囲む地域は過去20年間で大きく成長し変化して来た。かつてのモール周辺はは自動車のディーラーや修理工場が唯一の建物だった。今日、30以上の自動車ディーラーが残っているが、多くは新しい波のために解体されてきた。40以上のレストランチェーン店が付近にあり、小売店も増えてきており、例えばターゲット・コーポレーションターゲット、ベスト・バイ、ウォルマート、ザ・ホーム・デポ、ステイプルズ、バーンズ・アンド・ノーブルがある。過剰気味の家具店もあり、他に様々なホテルチェーン店、総合病院、オフィスビルが並ぶ。このモールの周辺に多くの住宅が建設され、中でも最古のものはレビットタウンの一部であるラングホーン・ガーデンズである。新築のタウンハウス、集合住宅、大型の家族向け一戸建て住宅が建てられてきた。交通が大きな問題になってきた。近くにあるアメリカ国道1号線と州間高速道路95号線がモール近辺の道路を混雑させており、また地域人口も過剰気味である。このモールから車で10分以内の地域に40万人以上が住んでおり、近くのニュージャージー州から多くの通勤者も入ってきている。主要なアクセス道路のために多くの道路建設計画が組まれている。地域では外国生まれの人々が多く、しかも急速に増大している。他の大陸から来た多くの人々がモールの近くに入った。付近には様々な民族の料理店、教会、スーパーマーケットがある。

## 住宅
ミドルタウンでは1950年代から現在に至るまで数多い様々な住宅が建設されてきた。1950年代に置きた住宅開発のほとんど全てはレビットタウンのものだった。住宅は低価格の一戸建てから法外な価格一戸建てもあれば、タウンハウス、集合住宅、介護付き住宅、アパート、デラックスなアパート、55歳以上向け住宅まであった。ミドルタウンにトレーラーの駐車場が無い。1950年以前に建設された住宅は数えるほどであり、最古のものは18世紀まで遡る。しかしそれらは孤立した住宅であり、散開していた。レビットタウンが最初の計画的開発だった。家が散開していた時代に重要だった地域はパークランドだった。20世紀と21世紀の各10年毎に建設された家屋が今も見られる。パークランドは現在最も土地価格の安い地域であり、ミドルタウンの他地域よりも家族の収入が低い。